# 「SAYUMINGLANDOLL〜再生〜」オリジナルサウンドトラック
『「SAYUMINGLANDOLL〜再生〜」オリジナルサウンドトラック』（「サユミンランドール～さいせい～」 オリジナルサウンドトラック）は、2017年7月5日にUP-FRONT WORKSから発売された道重さゆみのサウンドトラック。

## 収録曲
1. エウロパ〜むかしむかし［Reading］
作曲・編曲：大久保薫
2. 団長ガナシのドール箱［Inst］
作曲・編曲：CMJK
3. 再生〜わたしはここにいるわ〜
作詞：児玉雨子、作曲・編曲：大久保薫
4. ちょっと逢えないくらいで
作詞：児玉雨子、作曲：上田禎、編曲：川辺ヒロシ/CMJK
5. ドール見習いの日常［Inst］
作曲：上田禎、編曲：CMJK
6. miniトート逃げる［Inst］
作曲：上田禎、編曲：CMJK
7. ラララのピピピ
作詞・作曲：つんく、編曲：大久保薫
8. カワイイエディットパーティ
作詞：児玉雨子、作曲・編曲：川辺ヒロシ/CMJK
9. 世界はシャボン玉みたいだ［Inst］
作曲・編曲：大久保薫
10. 子守歌のように時間が流れる［Inst］
作曲・編曲：大久保薫
11. true love true real love (とぅるらとぅるりら)
作詞・作曲：大森靖子、編曲：大久保薫
12. あがるあがる
作詞：児玉雨子、作曲・編曲：川辺ヒロシ/CMJK
13. わたしの答え
作詞：児玉雨子、作曲・編曲：大久保薫
14. シャバダバ ドゥ〜
作詞・作曲：つんく、編曲：田中直
15. 歩いてる(updated)
作詞・作曲：つんく、編曲：大久保薫